# Деметриада
Вижте пояснителната страница за други значения на Деметриас.
Деметриада или на новогръцки Димитриада (на старогръцки: Δημητριάδα) е древен пристанищен град на Пагасетийския залив в Магнезия (в Тесалия, Гърция), на 5 km южно от днешен Волос. Градът е основан през 294 пр.н.е. от Деметрий I Полиоркет, един от диадохите на Александър Велики.
По времето на елинизма градът има предполагаеми 25 000 жители и оттук царете на Древна Македония контролирарали Северна Гърция. След края на македонското царство през 168 пр.н.е. градът започва да запада, през римско време се съвзема отново и през късната античност става седалище на епископ. От 5 януари 1921 г. до 2 август 1979 г. е създадено отново титуларно католическо епископство Деметриада, което е към църковната провинция Лариса.
През 1272/1273 или 1274/1275 г. до града се провежда битката при Димитриада между Византия и латинските барони от Негропонте и Крит.